# 偷天俠盜團
《偷天俠盜團》（英語：The Misfits）是一部2021年美國動作搶劫片，由雷尼·哈林執導，羅伯特·漢尼（Robert Henny）和寇特·威默共同編劇，皮爾斯·布洛斯南、拉米·賈比爾（Rami Jaber）、妙麗·克菲爾德、鄭智麟、邁克·D·安吉洛、提姆·羅斯以及尼克·卡农主演。講述菁英罪犯精心策畫了一場黃金搶案，其後果為周遭所有人造成重大影響。電影2021年6月11日於美國上映。

## 演員
- 皮爾斯·布洛斯南飾演李察·佩斯（Richard Pace）
- 拉米·賈比爾（Rami Jaber）飾演王子（The Prince）
- 妙麗·克菲爾德飾演荷普（Hope）
- 鄭智麟飾演薇爾莉特（Violet）
- 邁克·D·安吉洛飾演維克（Wick）
- 提姆·羅斯飾演舒茲（Schultz）
- 尼克·卡农飾演林格（Ringo）
- 凱斯·坎迪爾（Qais Qandil）飾演傑森·奎克（Jason Quick）

## 製作
導演哈林表示：「有他（皮爾斯·布洛斯南）的加入，我們感到非常興奮。」「皮爾斯和我已是多年朋友，加上一直在尋找能合作的項目。我本來就希望有名傑出的演員來當主演。」
該項目於2019年2月12日在柏林國際影展的歐洲電影市場（European Film Market）上首次對外宣布。一週後隨即開始主要拍攝，取景地包括阿拉伯阿布扎比、杜拜和美國洛杉磯。

## 發行
大街娛樂（The Avenue Entertainment）負責在美國的發行，排於2021年6月11日上映。

## 爭議
卡塔爾半島電視台有文章指本片把卡塔爾描繪成「恐怖主義國家」，文中提到阿拉伯聯合酋長國的製片人要求美國製作公司在劇本加入反卡塔爾內容。

## 外部連結
- 互联网电影数据库（IMDb）上《偷天俠盜團》的资料（英文）